# 王炎 (唐朝诗人)
王炎（？—？），字逢時，唐朝官員。
他的祖先太原人。其父王恕为扬州仓曹参军，遂定居扬州。唐德宗贞元年间，王炎与兄弟王播、王起都有名，贞元十五年（799年），王炎登进士第，官至太常博士，早逝。其子王铎、王鐐。王铎在唐僖宗时官至宰相。《全唐诗·卷464》存诗一首。

賦得行不由徑：
邪徑趨時捷，端心惡此名。長衢貴高步，大路自規行。且慮縈紆僻，將求坦蕩情。詎同流俗好，方保立身貞。遠跡如違險，修仁在履平。始知夫子道，從此得堅誠。